# Matthew Broderick

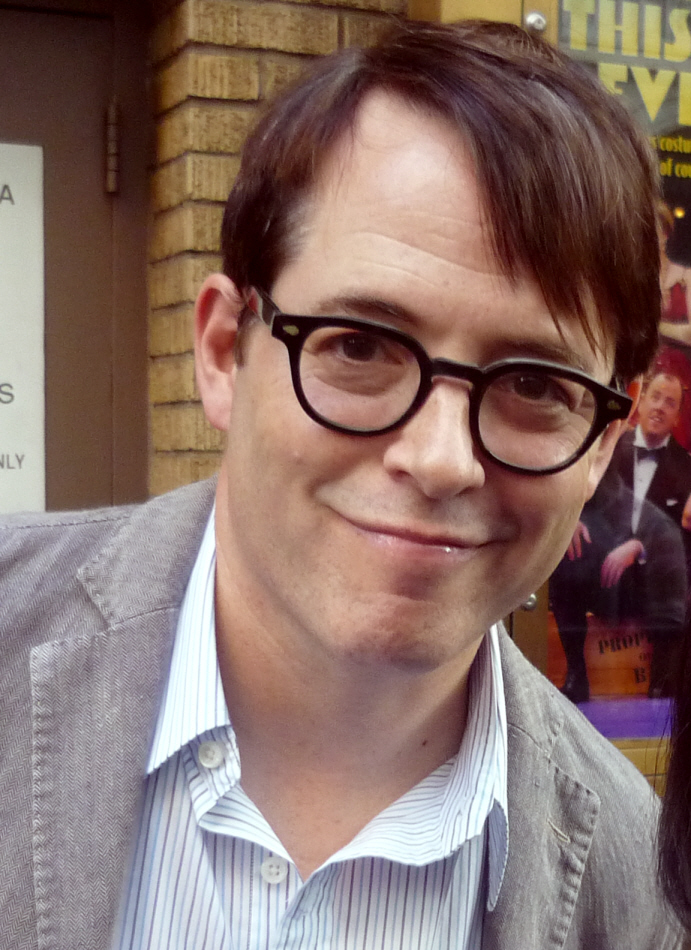
Broderick roku 2012

Matthew Broderick (21. březen 1962 New York) je americký herec.
Narodil se na Manhattanu. Jeho matka byla Židovka, jeho otec Ir. Prošel střední školou waldenského typu.
Jeho první velkou filmovou rolí byl David Lightman ve sci-fi dramatu WarGames, které pojednávalo o hrozbě jaderného konfliktu ve studené válce, která právě vrcholila a film tak zaznamenal značný ohlas. Štěstí měl i na další snímek, fantasy Jestřábí žena, který rovněž zaznamenal úspěch. Roku 1986 na sebe upozornil v teenagerské komedii Ferris Bueller's Day Off, za výkon v níž byl nominován i na Zlatý globus. Vzápětí hrál hlavní roli ve sci-fi filmu Project X či v dramatu z americké občanské války Glory. Jeden z jeho největších úspěchů přišel roku 1994, kdy namluvil hlavní roli lva Simby v disneyovském animovaném trháku Lví král, přičemž stejnou roli ztvárnil i v následujících snímcích Lví král 2: Simbův příběh (1998) a Lví král 3: Hakuna Matata (2004). Ke kasovním úspěchům patřil i The Cable Guy, kde byl hlavním oponentem Jima Carreyho. Zvláštní roli v jeho filmografii hraje snímek Infinity z roku 1996, kde ztvárnil fyzika Richarda Feynmana, neboť scénář k filmu napsala Broderickova matka a on sám se prvně ujal režie. Do žánru romantické komedie nahlédl ve snímku Addicted to Love po boku Meg Ryanové. Hollywoodskou hvězdou se definitivně stal, když hrál hlavní roli Dr. Niko Tatopoulose v Godzille Rolanda Emmericha z roku 1998. Následovala řada hlavních rolí: v "high school movie" Election (kde je protivníkem Reese Witherspoonové), Inspector Gadget, Stepfordské paničky, Producenti, Wonderful World. Jeho poslední větší příležitostí byla role v komedii Tower Heist (2011), po boku Bena Stillera a Eddie Murphyho. V seriálu Daybreakz roku 2019 ztvárnil ředitele Burra.
Je též úspěšných divadelním hercem, dvakrát získal cenu Tony, roku 1983 za hru Brighton Beach Memoirs a roku 1995 za muzikál How to Succeed in Business Without Really Trying.
Je manželem americké herečky Sarah Jessicy Parkerové, hvězdy seriálu Sex ve městě. Vzali se roku 1997. Ač oba Židé, měli civilní sňatek (vedený Broderickovou sestrou, episkopalistkou), byť v místě bývalé synagogy v Lower East Side – Broderick se označuje za "kulturního Žida", podobně Sarah. V mládí měl vztah i s herečkou Jennifer Greyovou, kterou proslavil film Hříšný tanec.